# Reinhard Effertz

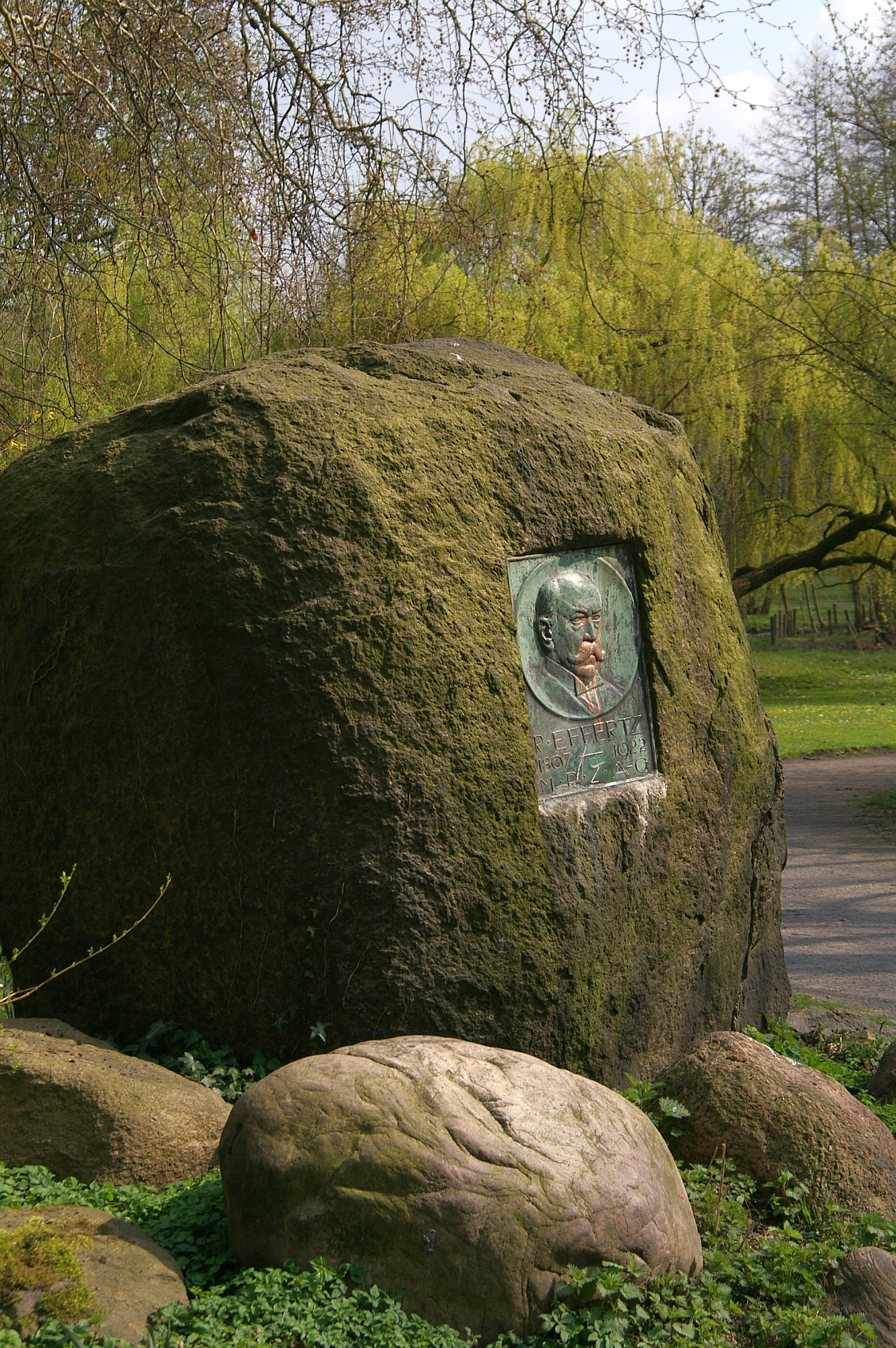
Effertz-Denkmal im Kurpark Unna vor Umgestaltung von 2009

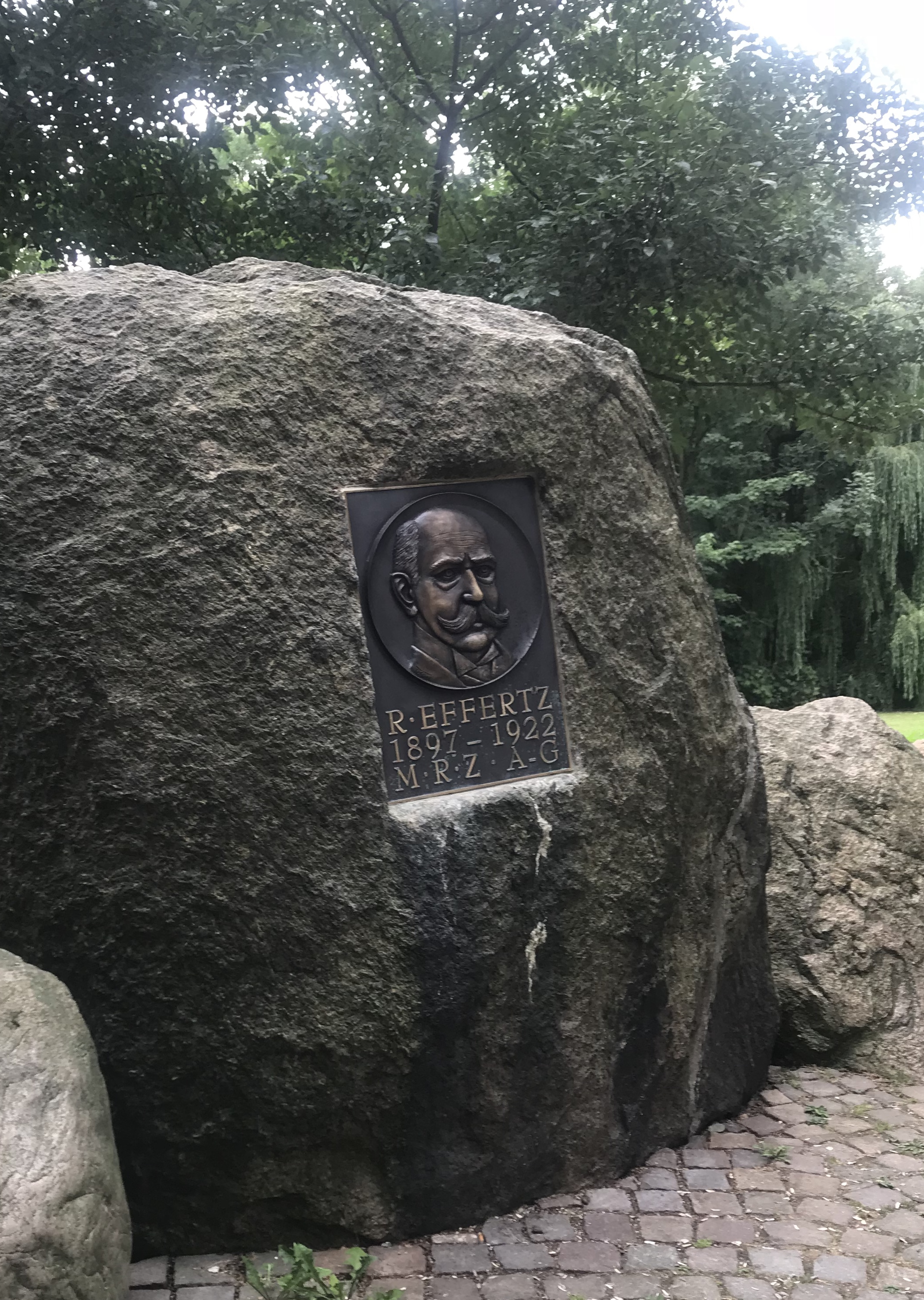
Effertz-Denkmal nach der Restaurierung von 2018

Reinhard Eberhard Effertz (* 2. Januar 1848 in Bielefeld; † 4. März 1930) war ein deutscher Unternehmer, Mäzen und Stadtverordneter.
Als Sohn von Kaufleuten absolvierte Reinhard Effertz nach dem Besuch des Gymnasiums im elterlichen Geschäft eine Lehre und arbeitete daraufhin in verschiedenen Hüttenwerken. 1875 wurde er Direktor des Eisenhüttenwerks in Thale am Harz und blieb dort bis 1880, als er in vergleichbarer Funktion nach Königsborn bei Unna ging.
Effertz ist eng mit der Entwicklung der Stadt Unna um die Jahrhundertwende verbunden. Als Generaldirektor leitete er die Königsborner AG für Bergbau, Salinen und Solebadbetrieb. Zudem war Effertz Stadtverordneter (1881–1898) und Mitglied des Kuratoriums Unnaer höherer Schulen. Anlässlich seiner Ernennung zum Kommerzienrat stiftete Effertz 1907 eine größere Summe, die in der Effertz-Stiftung zur Förderung des Unnaer Schulwesens aufging. Er gehörte fortan einer Reihe von Aufsichtsräten wichtiger Unternehmen wie den Klöckner-Werken an. 1909 ließ er in Hannover die Villa Effertz errichten und lebte dort nach seinem Rückzug aus dem Tagesgeschäft 1910 bis zu seinem Tod. Nachdem er später Aufsichtsratsmitglied geworden war, überwies er der Stadt erneut einen großen Betrag. Effertz war auch Initiator und Förderer des Baues der Herz-Jesu- und Christuskirche in Königsborn.
Im Kurpark der Stadt Unna unweit des ehemaligen Salzamtes am Siedeinspektorhaus der Saline Königsborn befindet sich das Effertz-Denkmal. Der Findling mit einem Gewicht von 70 Tonnen war im Lehmfeld der Massener Ringofen-Ziegelei gefunden und 1903 im Kurpark aufgestellt worden. Anlässlich des Dienstjubiläums von Reinhard Effertz im Jahr 1922 wurde eine Bronzetafel mit seinem Porträt als ein Geschenk der Belegschaft für ihren Vorstandsvorsitzenden auf den Denkmal-Findling angebracht. Die Bronzetafel wurde Ende Juni 2017 von Unbekannten aus dem Stein herausgebrochen und gestohlen. Im Jahr 2018 wurde das Denkmal durch Einsatz einer nachgegossenen Bronzetafel restauriert.

## Schriften
- Verkaufs-Vereine im niederrheinisch-westfälischen Kohlen-Bezirk. Ein offenes Wort an diejenigen, welche es angeht. Crüwell, Dortmund 1890 (Digitalisat der ULB Münster, urn:nbn:de:hbz:6:1-68730).
- Die Kohlen-Verkaufsvereine und ihre wirthschaftliche Nothwendigkeit. Eine Antwort auf die Broschüre des Grafen von Kanitz-Podangen „Die Kohlen-Verkaufsvereine und ihre wirthschaftliche Berechtigung“. Baedeker, Essen 1891, ISBN 3-628-00943-X (bezieht sich auf Hans von Kanitz: Die Kohlen-Verkaufsvereine und ihre wirthschaftliche Berechtigung. Digitalisat).